# Vratislav Mazák
Vratislav Mazák [ˈvracɪslaf ˈmazaːk] (* 22. Juni 1937 in Kutná Hora; † 9. September 1987 in Prag) war ein tschechoslowakischer Wissenschaftler und Zoologe.

## Werdegang
Mazák war Angestellter am Prager Zoo und ein Spezialist auf dem Gebiet der Löwen. Dank seiner Forschungen in den Jahren 1960–70 weiß man heute viel über die um 1850 ausgestorbenen Kaplöwen (Panthera leo melanochaita), die in den weiten Ebenen Südafrikas westlich der Großen Randstufe heimisch waren. Er studierte fast alle Löwen in europäischen Museen und brachte in mehreren wissenschaftlichen Schriften Beschreibungen bereits ausgestorbener Löwenspezies heraus.
Mazák war Erstbeschreiber des heute vom Aussterben bedrohten Indochinesischen Tigers (Panthera tigris corbetti). Zusammen mit Colin Groves beschrieb er die ausgestorbene Art des Homo ergaster.

## Werke

### Tschechisch
- Pravěký člověk. Fénix, Prag 1992 p. m. ISBN 80-85245-19-1
- L'uomo preistorico. Mailand 1982.
- Prehistoric man. Hamlyn, London 1980, ISBN 0-600-37151-4
- Jak vznikl člověk. Prag 1977.
- Kostra velryby v Národním muzeu v Praze a krátký pohled do světa kytovců. Prag 1976.
- Z hlubin pravěku. Brünn 1973.

### Deutsch
- Der Tiger: Panthera tigris Linnaeus, 1758 (1965)
- Der Löwe (1968)[3]
- Die Namen der Pelztiere und ihrer Felle (1974)
- Der Tiger: Panthera tigris (1979)
- Der Urmensch und seine Vorfahren (1983)